# Eleições gerais no Uruguai em 2009

## Eleição presidencial – primeiro turno

### Candidatos
Em 28 de junho de 2009, houve eleições internas nos partidos políticos do país para definir os candidatos presidenciais. Ao total, oito partidos fizeram eleições primárias, mas três (Partido de los Trabajadores, Cuatro Puntos Cardinales e Comisiones Unitarias Anti-imperialistas) não conseguiram superar os 500 votos necessários para poder participar nas eleições presidenciais de outubro. Nas internas dos outros cinco partidos, foram escolhidos os seguintes candidatos:
| Coalizão                   | Candidato a presidente                                                           | Candidato a vice                                                                                            |
| -------------------------- | -------------------------------------------------------------------------------- | --- |
| Frente Ampla               | José Mujica (Tendência interna: Espacio 609, Partido Comunista)                  | Danilo Astori (Tendência interna: Asamblea Uruguay, Alianza Progresista, Nuevo Espacio, Partido Socialista) |
| Partido Nacional ou Blanco | Luis Alberto Lacalle (Tendência interna: Unidad Nacional, Soplan Vientos Nuevos) | Jorge Larrañaga (Tendência interna: Alianza Nacional, Unión Cívica)                                         |
| Partido Colorado           | Pedro Bordaberry (Tendência interna: Vamos Uruguay)                              | Hugo De León                                                                                                |
| Partido Independente       | Pablo Mieres                                                                     | Iván Posada                                                                                                 |
| Assembleia Popular         | Raúl Rodríguez                                                                   | Delia Villalba                                                                                              |

### Resultado
A votação foi encerrada às 19:30 com uma participação de aproximadamente 90% dos 2.563.397 cidadãos uruguaios aptos a votar. Não foram recebidas denúncias de incidentes. Mujica confirmou a condição de candidato mais votado. Ele recebeu 48,16% dos votos e irá disputar o segundo turno com Lacalle, que recebeu 28,94% dos votos.
| Candidato                         | Partido                           | Votos     | %         |
| --------------------------------- | --------------------------------- | --------- | --------- |
| José Mujica                       | Frente Ampla                      | 1.105.277 | 47,96     |
| Luis Alberto Lacalle              | Partido Nacional                  | 669.944   | 29,07     |
| Pedro Bordaberry                  | Partido Colorado                  | 392.307   | 17,02     |
| Pablo Mieres                      | Partido Independente              | 57.360    | 2,49      |
| Raúl Rodríguez                    | Assembleia Popular                | 14.869    | 0,67      |
| Votos válidos                     | Votos válidos                     | 2.253.716 | 97,21     |
| Votos brancos                     | Votos brancos                     | 21.435    | 1,62      |
| Votos nulos                       | Votos nulos                       | 28.186    | 1,17      |
| Eleitorado (participação: 89,85%) | Eleitorado (participação: 89,85%) | 2.563.397 | 2.563.397 |
| Resultado oficial                 |                                   |           |           |

## Eleição presidencial – segundo turno
| Candidato                         | Partido                           | Votos     | %         |
| --------------------------------- | --------------------------------- | --------- | --------- |
| José Mujica                       | Frente Ampla                      | 1.183.503 | 52,60     |
| Luis Alberto Lacalle              | Partido Nacional                  | 974.857   | 43,33     |
| Votos válidos                     | Votos válidos                     | 2.158.360 | 95,93     |
| Votos brancos                     | Votos brancos                     | 51.623    | 2,29      |
| Votos nulos                       | Votos nulos                       | 40.038    | 1,78      |
| Eleitorado (participação: 89,13%) | Eleitorado (participação: 89,13%) | 2.563.285 | 2.563.285 |
| Resultado oficial                 |                                   |           |           |

## Eleição parlamentar
Em 25 de outubro também foram definidos os novos membros da Assembleia Geral. A Frente Ampla obteve a maioria absoluta dos assentos na Câmara Alta, elegendo 16 senadores contra 9 do Partido Nacional e 5 do Partido Colorado. Na Câmara dos Representantes, a Frente Ampla também conseguiu a maioria dos assentos, elegendo 50 deputados contra 30 do Partido Nacional, 17 do Partido Colorado e 2 do Partido Independente.
| Partido              | Votos     | %                    | Assentos             | Assentos             |
| Partido              | Votos     | %                    | Câmara               | Senado               |
| -------------------- | --------- | -------------------- | -------------------- | -------------------- |
| Frente Ampla         | 1.093.869 | 47,49%               | 50                   | 16                   |
| Partido Nacional     | 657.327   | 28,54%               | 30                   | 9                    |
| Partido Colorado     | 383.912   | 16,67%               | 17                   | 5                    |
| Partido Independente | 56.156    | 2,44%                | 2                    | —                    |
| Assembleia Popular   | 15.166    | 0,66%                | —                    | —                    |
| Total de votos       | 2.303.336 | 100,00               | 99                   | 30                   |
| Eleitorado           | 2.563.250 | Participação: 89,86% | Participação: 89,86% | Participação: 89,86% |
| Resultado oficial    |           |                      |                      |                      |

## Plebiscito
Além das eleições gerais, foram realizados também dois plebiscitos. As seguintes propostas conseguiram, através de abaixo-assinado, a adesão necessária de 10% dos eleitores do país (cerca de 250 mil cidadãos) e foram levadas a votação:
- Voto no exterior: Antiga exigência de muitas organizações sociais e da esquerda em geral, permitiria que os uruguaios residentes no exterior emitissem seus votos via correios.
- Anulação da lei de anistia: Aprovada no final de 1986, a lei de anistia garante a renúncia do Estado na investigação e acusação de militares e policiais acusados de cometerem delitos de lesa-humanidade durante a ditadura civil-militar (1973-1985). Entre 2007 e 2009 foi realizada uma intensa campanha pelos movimentos sociais do país a favor da anulação da lei.

### Resultado
Ambos os plebiscitos de iniciativa popular foram rejeitados. A anulação da lei que anistia os policiais e militares que cometeram tortura durante a ditadura foi aprovada por 47,36% dos uruguaios. A liberação do voto por correio para os uruguaios que moram no exterior recebou o apoio de 36,94% do eleitorado. Ambas as propostas precisavam do apoio de pelo menos 50% dos eleitores.
| Revogação da lei de anistia       | Revogação da lei de anistia | Revogação da lei de anistia |
| Sim ou Não                        | Votos                       | %                           |
| --------------------------------- | --------------------------- | --------------------------- |
| Não                               | 1.212.477                   | 52,64%                      |
| Sim                               | 1.090.859                   | 47,36%                      |
| Total de votos                    | 2.303.336                   | 100,00%                     |
| Eleitorado (participação: 89,86%) | 2.562.589                   | 2.562.589                   |
| Resultado oficial                 |                             |                             |

| Votação no exterior               | Votação no exterior | Votação no exterior |
| Sim ou Não                        | Votos               | %                   |
| --------------------------------- | ------------------- | ------------------- |
| Não                               | 1.452.645           | 63,07%              |
| Sim                               | 850.691             | 36,93%              |
| Total de votos                    | 2.303.336           | 100,00%             |
| Eleitorado (participação: 89,86%) | 2.562.589           | 2.562.589           |
| Resultado oficial                 |                     |                     |